# 林鶴明
林鶴明（1983年—），臺灣政治人物、幕僚，民主進步黨籍。現為三立電視子公司創造智能行銷長。曾任民主進步黨副秘書長、代理秘書長、總統府發言人、臺北市政府發言人。

## 經歷
林鶴明曾擔任民進黨重要政治人物謝長廷幕僚，為新文化學生工作隊成員，2008年中華民國總統選舉時參與謝長廷青年軍。2012年中華民國總統選舉時任職蔡英文競選總部青年部副主任，推出「小英女孩」吸引外界目光。
2014年九合一選舉後，進入柯文哲市府任職臺北市政府發言人；因林錦昌向臺北市市長柯文哲借將，後由黃重諺親自邀請入中華民國總統府任職，2017年3月1日至2019年10月13日擔任總統府發言人。2019年10月13日轉任蔡英文總統競選辦公室副執行長兼發言人。2020年3月出任民進黨副秘書長，並負責督導網路社群中心。2022年11月26日轉任民進黨代理秘書長，2023年1月18日卸任。
2023年3月1日，林鶴明宣布加入三立媒體集團子公司「創造智能」擔任行銷長。後調任至三立總公司。